# Adolf Löfvén
Johan Adolf Löfvén, född 1 oktober 1843 i Kolbäcks församling, död 3 oktober 1925 i Norrköpings Sankt Olai församling,  var en svensk organist.

## Biografi
Adolf Löfvén föddes 1843 i Kolbäcks socken. Han var son till organisten Johan Olof Löfvén i Sollentuna. Löfvén blev 1869 organist i Norrköpings Sankt Olai församling och var från 1870 till 1877 musikanförare i Musikaliska sällskapet i Norrköping.Löfvén avled 1925 i Norrköping.
Han var prisdomare vid Spelmanstävlingen i Söderköping 1908.

## Kompositioner
- En dröm, för piano, utgiven 1884 på Abraham Lundquist, Stockholm. Uppförd av Meissners orkester på Berns salong.[6]
- Enfin seuls!, vals för piano, utgiven 1888 på Abraham Lundquist, Stockholm.[7]